# 国鉄クエ28形電車
クエ28形は、かつて日本国有鉄道（国鉄）に在籍した旧形電車である。

## 概要
車体長17m級の半鋼製事業用制御車（救援車）に与えられた形式で、1962年（昭和37年）から1965年（昭和40年）にかけてクハ16形およびサハ17形の改造により6両が製作された。改造種車の出自により2系統に分かれるが、配置区の事情に応じて形態の個体差が大きい。
1. クエ28000 - 28004 : クハ16形400・800番台の改造車。詳細は 国鉄50系電車#救援車への改造 を参照。
2. クエ28100 : サハ17形100番台の改造車。詳細は 国鉄30系電車#救援車への改造 を参照。